# St Clether
St Clether est une paroisse civile et un village des Cornouailles, en Angleterre.